# Taylorism

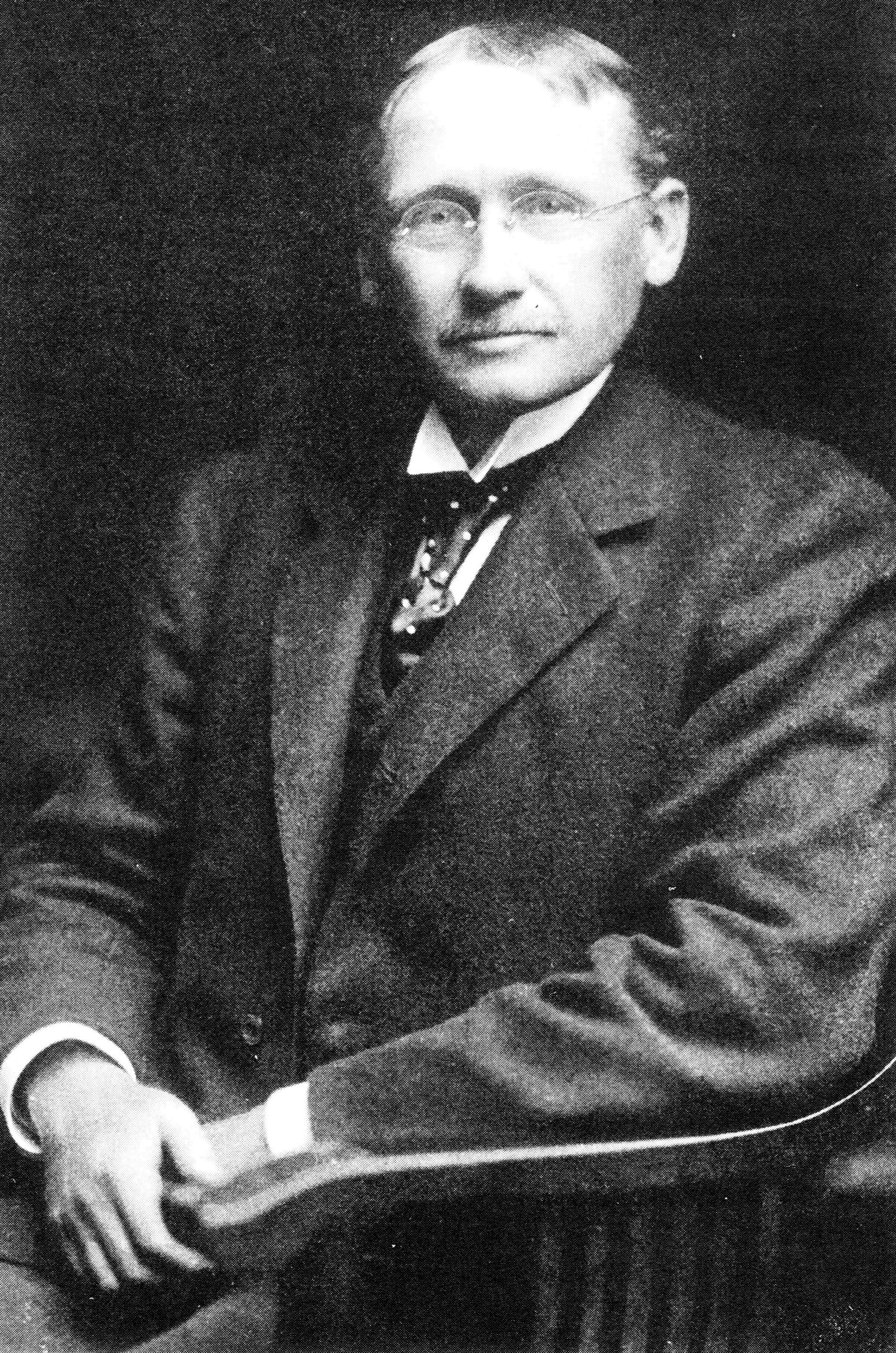
Frederick Winslow Taylor.

Taylorism eller Taylorsystemet är en lära om arbetsorganisationer där fokus är specialisering och centralisering, idéer som anses ha kommit från Frederick Winslow Taylors (1856–1915) teorier.
Taylor var ingenjör och konsult i slutet av 1800-talet. Under sin tid på diverse stålverk och andra verkstäder utvecklade han scientific management och funktionell organisation, vilket sammanfattades i hans bok The Principles of Scientific Management från 1911. Huvudpunkterna i boken kan sammanfattas i fyra grundläggande principer som var åtgärder på dåtidens perfektion i produktionen bland arbetare.
- Utveckla arbete till vetenskap
  - Man kan beräkna optimalt tillvägagångssätt för vissa sysslor
  - Eliminering av tumregler till förmån för vetenskap
  - Utesluta onödiga rörelser och aktiviteter för att öka effektivitet
- Vetenskapligt urval av arbetare
  - Välja rätt person till rätt jobb
  - Maximal specialisering, gör endast det man är bäst lämpad för
  - En planeringsutbildning med välutbildade ingenjörer
  - Sätta mål för produktionen
  - Bestämma belöningssystem för att uppnå målen
  - Utveckla vetenskapliga metoder för att utföra arbetet
  - Utbilda personalen i metoderna
- Vetenskaplig träning och utveckling av arbetare
- Vänskapligt samarbete mellan ledning och arbetare
  - Distinkt uppdelning av arbetsuppgifter mellan ledning och arbetare enligt deras respektive förutsättningar
  - Hög produktivitet från arbetarna ger dem högre lön, det vill säga ackordslön som löneform är att föredra.
  - Noggrann övervakning att arbetet sköts på rätt sätt.[2]

Grundtanken med dessa principer var att man kunde finna det bästa sättet att utföra en uppgift på. Denna metod kunde man senare lära ut till arbetarna vilket gjorde att de yrkesskickliga arbetarna förlorade sin status, vilket höjde effektiviteten. Man blev således som ledning mer oberoende av vem som utförde arbetet.
Taylorismen förknippas som regel med industriellt och manuellt arbete, men tillämpades också inom andra branscher. Redaktionen för Svenska Akademiens Ordbok organiserades på 1920-talet om efter tayloristiska principer, med tidsstudier, fastställda arbetsprestationer i antal behandlade excerpter och ackordslön för redaktörerna.

## Kritik
Forskning har visat att många av de faktorer som taylorismen förespråkar är negativa för arbetarna och även företaget i det långa loppet. Det kan bland annat leda till skadlig stress, psykisk påfrestning, vantrivsel (med stor personalomsättning och därmed högre utbildningskostnader), bristande ansvar från arbetarna för produktiviteten och kvaliteten. Bristerna i kvalitet och produktion ses tydligt när man tittar på produktionen i Sovjetunionen, som anammade taylorismen. Lenin själv hänvisade till taylorismen när han definierade "essensen i leninismen" som "kombinationen av rysk revolution och amerikansk effektivitet".